# Eleição municipal de Araucária em 2012
A eleição municipal de Araucária de 2012 ocorreu no dia 7 de outubro, junto do primeiro turno de todos os municípios brasileiros. Naquele dia, os eleitores escolheram os prefeitos que administrariam tais cidades a partir de 1º de janeiro de 2013 e cujos sucessores seriam eleitos em 2016, e em Araucária foram cerca de 80 mil eleitores. Essa foi a primeira eleição realizada no mandato de Dilma Rousseff como presidente. Os eleitores araucarienses puderam escolher entre cinco candidatos a prefeito, além de diversos a vereador.

## Resultados

### Eleição para prefeito
Conforme dados do TSE, foram computados 80.758 votantes, sendo 51.346 válidos, 2.304 brancos e 27.108 nulos. O valor alto de nulos se deve a impugnação de Albanor Zezé, pelo mesmo motivo da Megacred, porém, diferentemente de 2008, Zezé perde em votos para Olizandro, o que aumenta a quantidade de prefeitos que não se reelegeram. O resultado completo da eleição para prefeito é:
| Candidato(a)                  | Vice                   | Coligação                                                                             | Votos recebidos | Percentual |
| ----------------------------- | ---------------------- | ------------------------------------------------------------------------------------- | --------------- | ---------- |
| Olizandro Ferreira (PMDB)     | Rui Sérgio (PT)        | Segurança Para Mudar (PT / PMDB / PSL / PSC / PSDC / PHS / PSB / PRP / PPL / PC DO B) | 27.374          | 53,31%     |
| Hissam (PPS)                  | Gustavo Botogoski (PR) | Com a Força do Povo em Busca da Feliz Cidade (PRB / PR / PPS / PRTB)                  | 20.732          | 40,38%     |
| Luís Coimbra (PV)             | Danilo Donoso (PV)     | Isolado - Partido Verde (PV)                                                          | 2.890           | 5,63%      |
| Professor André Mellão (PSOL) | Renato da Silva (PSOL) | Frente de Esquerda Araucária (PSOL / PCB)                                             | 350             | 0,68%      |
| Albanor Zezé (PSDB)           | Isac Fialla (PSD)      | Pra Frente Araucária (PP / PDT / PTB / PTN / DEM / PMN / PTC / PSDB / PSD / PT DO B)  | 0               | 0,00%      |

### Eleição para vereador
Ao todo foram eleitos 11 parlamentares, tendo influência do quociente eleitoral para decidir as vagas na Câmara Municipal. Os eleitos na ocasião são:
| Candidato(a)                   | Partido | Votos | Percentual |
| ------------------------------ | ------- | ----- | ---------- |
| Alex Luiz Nogueira             | PSDB    | 3.325 | 4,44%      |
| Pedro Ferreira de Lima         | PMDB    | 3.180 | 4,25%      |
| Vanderlei Cabeleireiro         | DEM     | 2.657 | 3,55%      |
| Paulo Horácio                  | PSDB    | 2.556 | 3,43%      |
| Josué de Oliveira Kersten      | PT      | 2.489 | 3,32%      |
| Esmael Padilha*                | PSL     | 2.393 | 3,20%      |
| Francisco Carlos Cabrini*      | PP      | 2.365 | 3,16%      |
| Pedrinho Nogueira              | PTN     | 2.335 | 3,12%      |
| Wilson Roberto David Mota      | PSD     | 2.197 | 2,93%      |
| Adriana Cocci de Moraes*       | PTN     | 2.196 | 2,93%      |
| Clodoaldo Nepomuceno Pinto Jr. | PT      | 2.016 | 2,69%      |

- Vereadores com '*' foram eleitos pelo quociente eleitoral.